# Gianfrancesco Ginetti
Gianfrancesco Ginetti (Roma, 12 dicembre 1626 – Roma, 18 settembre 1691) è stato un cardinale e arcivescovo cattolico italiano.

## Biografia
Nato a Roma nel 1626 da una famiglia originaria di Velletri, era nipote del più noto cardinale Marzio Ginetti (1585 - 1671). Era l'undicesimo dei quattordici figli di Giovanni e di Lorenza Toruzzi. 
Fu nominato da Alessandro VII referendario del Supremo Tribunale della Segnatura Apostolica, successivamente sergente maggiore dell'Esercito Pontificio (1625 - 1635) e quindi Tesoriere generale della Camera Apostolica, nonché vicegovernatore di Castel Sant'Angelo.
Venne innalzato al cardinalato da papa Innocenzo XI e ottenne la diaconia di Santa Maria della Scala nel concistoro del 1º settembre 1681 (optò poi per quella di Sant'Angelo in Pescheria e in seguito per quella di San Nicola in Carcere).
Il 5 giugno 1684 venne nominato arcivescovo di Fermo dove "applicossi a mantenere nel clero l'ecclesiastica disciplina, a restaurare ed abbellire nella città e diocesi i sacri templi".
Morì di colera a Roma il 18 settembre 1691, all'età di 64 anni, e fu sepolto nella basilica di Sant'Andrea della Valle nella cappella di famiglia, di fronte a suo zio, cardinale Marzio Ginetti.

## Genealogia episcopale
La genealogia episcopale è:
- Cardinale Guillaume d'Estouteville, O.S.B.Clun.
- Papa Sisto IV
- Papa Giulio II
- Cardinale Raffaele Riario
- Papa Leone X
- Papa Paolo III
- Cardinale Francesco Pisani
- Cardinale Alfonso Gesualdo
- Papa Clemente VIII
- Cardinale Pietro Aldobrandini
- Cardinale Laudivio Zacchia
- Cardinale Antonio Barberini, O.F.M.Cap.
- Cardinale Girolamo Colonna
- Cardinale Niccolò Albergati-Ludovisi
- Cardinale Alderano Cybo-Malaspina
- Cardinale Gianfrancesco Ginetti